# James Leslie Starkey

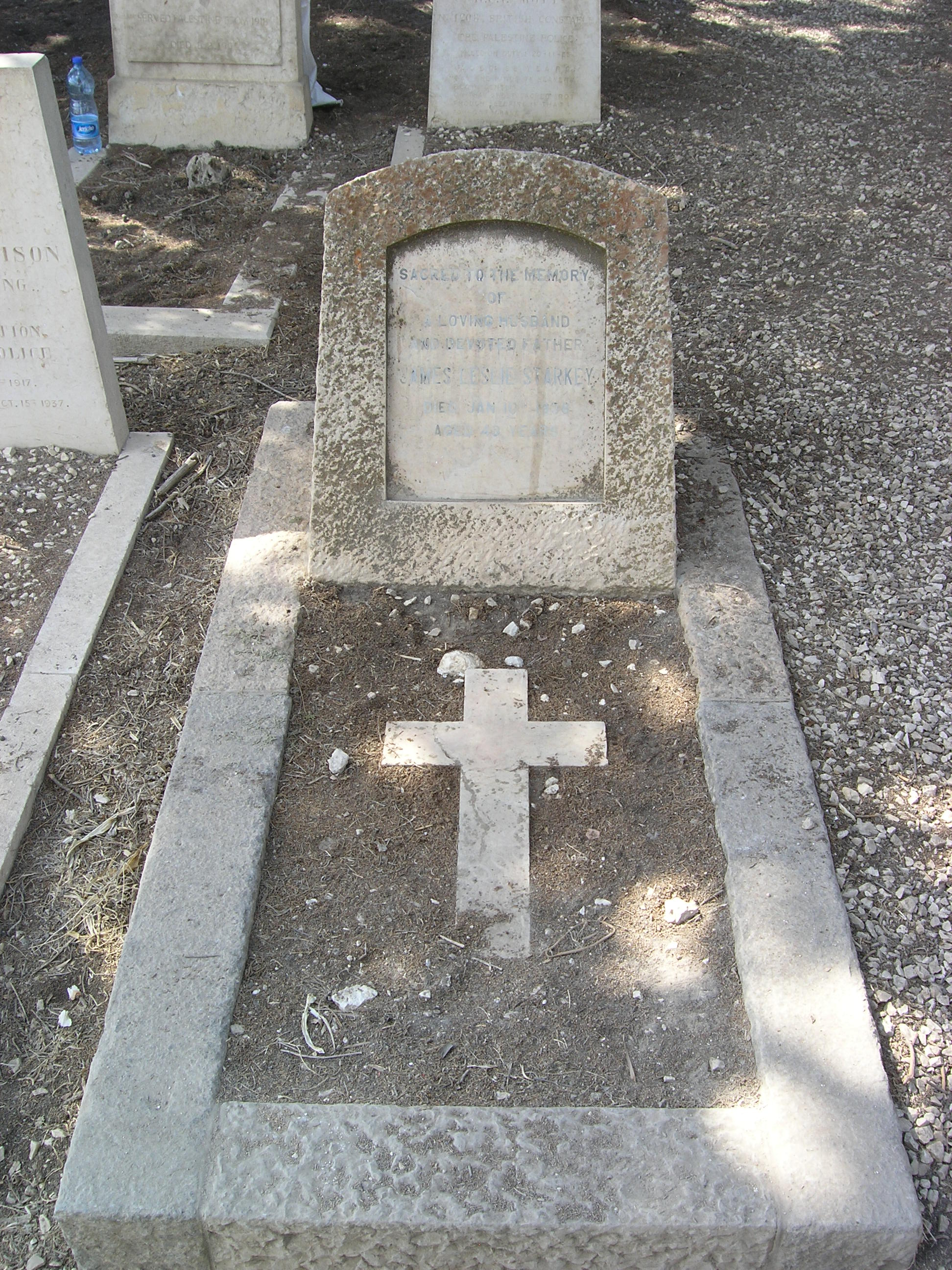
Sepultura de James Leslie Starkey,em Jerusalém. Foto de Ana al'ain, em 2016.

James Leslie Starkey (3 de janeiro de 1895 - 10 de janeiro de 1938) foi um notável arqueólogo britânico do antigo Oriente Próximo e da Palestina no período anterior à Segunda Guerra Mundial. O escavador chefe da primeira expedição ao importante sítio de Laquis (Tell ed-Duweir) de 1932, Starkey foi assaltado e morto por bandidos árabes próximo a Bayt Jibrin na trilha que vai de Bayt Jibrin à Hebrom. Ele foi enterrado no Cemitério Protestante Monte Sião em Jerusalém.